# Richard Mohr (szermierz)
Richard Frédéric Mohr (ur. 26 stycznia 1879 w Hawrze, zm. 17 maja 1918 w Cappy) – francuski szermierz, złoty medalista olimpijski.
Na olimpiadzie w Atenach w 1906 roku Francuzi w składzie: Georges Dillon-Kavanagh, Georges de la Falaise, Pierre d’Hugues i Richard Mohr zdobyli złoty medal w szpadzie drużynowej. Był to jego jedyny start olimpijski.
Walczył podczas I wojny światowej. Zginął na froncie w maju 1918 roku.